# Erin Kennedy
Pour les articles homonymes, voir Kennedy.
Erin Kennedy, née Wysocki-Jones le 5 août 1992 à Wantage (Oxfordshire), est une rameuse britannique qui barre les équipages handisport. Elle fait partie de l'équipage du quatre avec barreur composé de Ellen Buttrick, Giedrė Rakauskaitė, James Fox et Oliver Stanhope.

## Biographie
Elle fait ses études au Pembroke College à l'université d'Oxford dont elle sort diplômée en histoire et anglais. C'est dans cette université qu'elle commence l'aviron en 2011.
En 2016, elle est choisie comme remplaçante pour l'équipage du huit avec barreur qualifié pour les Jeux de 2016. L'année suivante, en tant que titulaire, elle est membre du bateau qui termine 4e aux Championnats d'Europe. En 2018, elle est intégrée à l'équipage du quatre avec barreur et rafle l'or aux Mondiaux, titre que l'équipage conserve aux Championnats du monde 2019.
En 2021, l'équipage se reforme et remporte coup sur coup les Championnats d'Europe en avril puis les Jeux paralympiques en septembre.

## Palmarès

### Jeux paralympiques
- médaille d'or en quatre barré aux Jeux paralympiques d'été de 2020 à Tokyo

### Championnats du monde
- médaille d'or en quatre barré aux Championnats du monde d'aviron 2018 à Plovdiv
- médaille d'or en quatre barré aux Championnats du monde d'aviron 2019 à Ottensheim